# Semirostrum
Semirostrum ceruttii
Genre
Espèce
Semirostrum est un genre fossile de la famille des marsouins et qui vivaient il y a entre 5 et 1,5 Ma, à l'époque du Pliocène et du début du Pléistocène. Ce genre n'est représenté que par son espèce type, Semirostrum ceruttii. 

## Description
Semirostrum ceruttii présente une symphyse extrêmement longue sur la mâchoire inférieure, atteignant jusqu'à 85 cm, tandis que celle du marsouin moderne mesure entre 1 et 2 cm. La principale hypothèse concernant son utilisation est qu'il a sondé les sédiments des estuaires et des rivages troubles de ce qui est aujourd'hui la Californie à la recherche de nourriture, qui serait facilement ramassée par la symphyse et dans les mâchoires. 

## Classification
Le genre Semirostrum et l'espèce Semirostrum ceruttii ont été décrits en 2014 par les paléontologues américains Rachel A. Racicot (d), Thomas A. Deméré (d), Brian L. Beatty (d) et Robert W. Boessenecker (d),,,.

### Étymologie
Le nom générique, Semirostrum, « demi-bec », fait référence à la mâchoire supérieure mesurant la moitié de la longueur de la mâchoire inférieure.
L'épithète spécifique, ceruttii, a été donnée en l'honneur du paléontologue américain Richard A. Cerutti (d) qui a découvert l'holotype en septembre 1990.

### Publication originale
- [2014] (en) Rachel A. Racicot, Thomas A. Deméré, Brian L. Beatty et Robert W. Boessenecker, « Unique Feeding Morphology in a New Prognathous Extinct Porpoise from the Pliocene of California », Current Biology, Royaume-Uni, Cell Press et Elsevier, vol. 24, no 7,‎ 31 mars 2014, p. 774-779 (ISSN 0960-9822 et 1879-0445, OCLC 45113007, PMID 24631245, DOI 10.1016/J.CUB.2014.02.031, lire en ligne). .